# كليمنت بوث
كليمنت بوث (بالإنجليزية: Clement Booth)‏ (11 مايو 1842 في المملكة المتحدة - 14 يوليو 1926) هو لاعب كريكت بريطاني (وحمل سابقاً جنسية المملكة المتحدة لبريطانيا العظمى وأيرلندا). لعب مع نادي مقاطعة هامبشاير للكريكت ‏ ونادي مارليبون للكريكت ‏ ونادي جامعة كامبريدج للكريكيت ‏.

## وصلات خارجية
- كليمنت بوث على موقع إي آس بي آن كريك إنفو (الإنجليزية)